# استان لاذقیه
استان لاذقیه (به عربی: محافظة اللاذقیة)، نام استانی در کشور جمهوری عربی سوریه است.
این استان در جریان جنگ داخلی سوریه به جز منطقه شمال شرق که در اختیار معارضان سوری است، کاملاً تحت تسلط دولت سوریه می‌باشد. استان لاذقیه به همراه استان طرطوس تنها استان‌هایی در سوریه هستند که به دریا راه دارند.

## جغرافیا
استان لاذقیه در شمال غربی کشور سوریه و در ساحل دریای مدیترانه واقع شده است. این استان از سمت شمال دارای مرز مشترک با کشور ترکیه است و از جنوب به استان طرطوس محدود شده است.
استان لاذقیه از شمال شرق به استان ادلب و از شرق به استان حماه محدود شده است.
پس از پایان جنگ جهانی اول و فروپاشی امپراتوری عثمانی، شهر تاریخی لاذقیه و نواحی اطراف آن مدتی به صورت یک دولت مستقل جداگانه تحت قیمومیت جامعه ملل قرار گرفت و اداره آن به فرانسوی‌ها سپرده شده بود.
در بسیاری از متون تاریخی که به زبان انگلیسی یا فرانسوی نگاشته شده از این منطقه به عنوان منطقه «علویه» (Alawiya یا Alawite) نام برده شده زیرا اکثریت ساکنان آن علوی بوده‌اند. شایان توجه است که استان طرطوس تا سال ۱۹۷۲ به عنوان بخشی از استان لاذقیه به‌شمار می‌رفته است؛ لذا آنچه در متون تاریخی از آن به نام «علویه» (Alawiya یا Alawite) یاد شده، امروزه شامل استان‌های لاذقیه و طرطوس است.

## جمعیت شناسی

### جمعیت
جمعیت این استان در سال ۲۰۱۱ میلادی حدود یک میلیون نفر تخمین زده می شود.

### دین و مذهب
استان لاذقیه یکی از دو استان از چهارده استان سوریه است؛ که دارای جمعیت اکثریت شیعیان علوی حدود ۷۸٪ می‌باشد.
| دین مردم استان لاذقیه | دین مردم استان لاذقیه | دین مردم استان لاذقیه | دین مردم استان لاذقیه | دین مردم استان لاذقیه |
| --------------------- | --------------------- | --------------------- | --------------------- | --------------------- |
| قومیت                 | قومیت                 |                       | درصد                  | درصد                  |
| علوی                  | علوی                  |                       | ۷۶٪                   | ۷۶٪                   |
| سنی                   | سنی                   |                       | ۱۲٪                   | ۱۲٪                   |
| شیعه                  | شیعه                  |                       | ۱۰٪                   | ۱۰٪                   |
| مسیحی                 | مسیحی                 |                       | ۲٪                    | ۲٪                    |

## فرمانداری‌ها
استان لاذقیه به چهار فرمانداری تقسیم شده است. فرمانداری‌های استان لاذقیه به شرح زیر می‌باشند:
- منطقه اللاذقیة
- منطقه جبلة
- منطقه الحفة
- منطقه القرداحة

### منطقه اللاذقیة
منطقه اللاذقیة در بین این چهار منطقه از اهمیت بیشتری برخوردار است. بیش از پنجاه درصد جمعیت استان لاذقیه در منطقه لاذقیه زندگی می‌کنند. جمعیت منطقه اللاذقیة در سرشماری سال ۲۰۰۴ میلادی برابر با ۵۲۶٬۸۸۸ نفر بوده است یعنی بیش از نیمی از جمعیت استان لاذقیه.

### روستاهای توابع فرمانداری‌های لاذقیه
روستاها وآبادی‌های که از توابع این مراکز فرمانداری به‌شمار می‌آیند به شرح زیر می‌باشد:
- روستاهای مرکز لاذقیة :، البهلولیة، ربیعة، عین البیضة، قسطل معاف، کسب.
- روستاهای مرکز جبلة: عین الشرقیة، القطیلبیة.
- روستاهای مرکز الحفة: صلنفه، عین التینة، کنسبّا، المزیرعة،
- روستاهای مرکز القرداحة: حرف، المسیترة، الفاخوره.

## باغ‌ها، مصایف و تفریح‌گاه‌ها
استان لاذقیة دارای بسیاری از اماکن تفریحی، باغ‌ها، مصایف و اماکن گردشگری، استحمام، آسایش و تفریحگاه‌های تابستانه است که نمونه‌هایی از آن ذکر می‌گردد:
- صلنفة.
- سلمی.
- کسب.
- الغنیمیة.
- قسطل معاف.
- دورین.
- البدروسیة.

## اقتصاد
کشاورزی مهم‌ترین بخش اقتصادی در این استان باقی‌مانده است. مرکبات، سیب و زیتون محصولات اصلی این استان هستند. گردشگران که عمدتاً از کشورهای حاشیه خلیج فارس به لاذقیه می‌آیند به عنوان یک منبع اصلی درآمد برای ساکنان لاذقیه در فصل تابستان به‌شمار می‌آیند.